# Бланш (анимационен сериал)
Вижте пояснителната страница за други значения на Бланш.
„Бланш“ (на английски: Blanche)е британски анимационен сериал. Времетраенето на всеки епизод от него е пет минути. Името на сериала идва от основната му героиня овцата Бланш. В сериала се разказва за овцата и нейните горски приятели – животни като нея – свинята Трипи, крокодилът Оскар, кенгуруто Кени, патокът Руди и др. и най-вече нейният най-близък приятел лъвът Ленърд. Всички тези животни са по-странни от обикновено срещаните, например тревопасен лъв.

## „Бланш“ в България
В България сериалът се е излъчвал по Super7 без определен час на излъчване.
Озвучаващите актьори са Яна Атанасова и Станислав Пищалов.
Всички епизоди от сериала са събрани един след друг в едно DVD, издадено от А-Дизайн.

## Списък с епизодите
- 1. Моята приятелка пчелата
- 2. Къде изчезна езерото?
- 3. Подаръкът изненада
- 4. Намерѝ разликата
- 5. Загадъчният приятел на Питър
- 6. Забавното чистене!
- 7. Познай кой ще дойде на вечеря?
- 8. Много гадни пожелания, Скръмфи!
- 9. Сладък аромат... на лук!
- 10. Хайде на палатки
- 11. Новият зъб на Мик
- 12. Прекалено много готвачи!
- 13. Видяхте ли нещо?
- 14. Чудото на Бланш – вълненото лекарство
- 15. Някой виждал ли е Цезар?
- 16. Един светъл пример!
- 17. Едно лекарство от карфиол!
- 18. Очарователно различни!
- 19. Здравей, бебче!
- 20. Чудовището от езерото
- 21. Нови занимания
- 22. На лов за съкровища
- 23. Неочакван гост
- 24. Една звезда под прикритие!
- 25. Къде е кокалът
- 26. Да танцуваме!

## Списък с героите
- Бланш – овца
- Ленърд – лъв
- Трипи – свиня
- Скръмфи – прилеп
- Лола – коала
- Арф – куче
- Руди – паток
- Мик – хипопотам
- Ник – носорог
- Питър – пингвин
- Оскар – крокодил
- Кени – кенгуру
- Цезар – тюлен
- Хариет – зайкиня
- Алекс – лисица